# Млинга
Млинга — река в Тверской области России, левый приток Волги.
Протекает в юго-западном направлении по территории Ржевского района. Исток — севернее деревни Висино, впадает в Волгу в 3311 км от её устья. Длина реки составляет 13 км.
Вдоль течения реки расположены населённые пункты сельского поселения Победа — деревни Висино, Бураково, Степанцево, Моржово, Деняшино, Харино, Мясцово и Апукшино.

## Данные водного реестра
По данным государственного водного реестра России относится к Верхневолжскому бассейновому округу, водохозяйственный участок реки — Волга от Верхневолжского бейшлота до города Зубцов, без реки Вазуза от истока до Зубцовского гидроузла, речной подбассейн реки — бассейны притоков (Верхней) Волги до Рыбинского водохранилища. Речной бассейн реки — (Верхняя) Волга до Куйбышевского водохранилища (без бассейна Оки).
Код объекта в государственном водном реестре — 08010100412110000000724.